# Département du Bénin

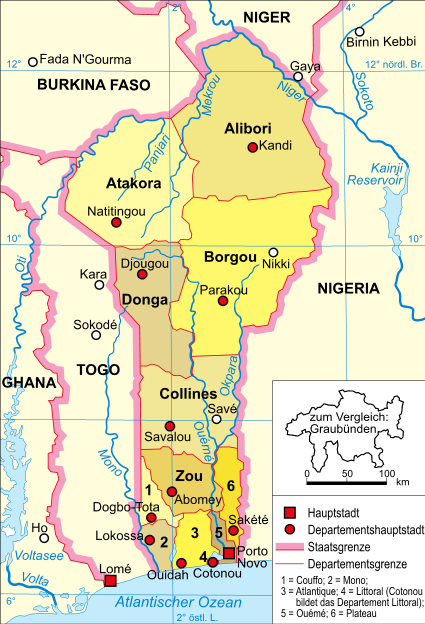
Départements du Bénin

La subdivision administrative du Bénin date du 15 janvier 1999.
Dans le découpage territorial de 1958, le pays comptait six provinces issues du découpage colonial français : l'Atacora, l'Atlantique, le Borgou, le Mono, l'Ouémé et le Zou.
Depuis 1999, le Bénin est subdivisé en douze départements et 77 communes. Six nouveaux départements ont alors été créés : l'Alibori, les Collines, le Couffo, la Donga, le Littoral et le Plateau. Ceux-ci se sont ainsi vu attribués officiellement leur préfecture, la première fois, en 2008.
Pour la mise en œuvre efficace de son programme de développement en faveur de toutes les régions du Bénin, et suivant les recommandations des différentes commissions mises en place par les régimes précédents, le régime du Président Patrice Talon décide, le 22 juin 2016, la mise en place d'une nouvelle carte des chefs-lieux des départements du Bénin.

## Liste des 12 départements
Le 4e recensement de la population du Bénin a lieu en 2013, il relève pour chaque département :
| Code ISO | Département | Superficie (km 2 ) | Population (2013) |
| -------- | ----------- | ------------------ | ----------------- |
| AL       | Alibori     | 26 242             | 867 463           |
| AK       | Atacora     | 20 499             | 772 262           |
| AQ       | Atlantique  | 3 233              | 1 398 229         |
| BO       | Borgou      | 25 856             | 1 214 249         |
| CL       | Collines    | 13 931             | 716 558           |
| CF       | Couffo      | 2 404              | 741 895           |
| DO       | Donga       | 11 126             | 543 130           |
| LI       | Littoral    | 79                 | 678 874           |
| MO       | Mono        | 1 605              | 497 243           |
| OU       | Ouémé       | 1 281              | 1 100 404         |
| PL       | Plateau     | 3 264              | 624 146           |
| ZO       | Zou         | 5 243              | 851 623           |

## Départements et communes
| N° | Département | Préfecture (=chefs-lieux) | Communes                                                                               | Ressort territorial |
| -- | ----------- | ------------------------- | -------------------------------------------------------------------------------------- | --- |
| 1  | Alibori     | Kandi                     | Banikoara Gogounou Kandi Karimama Malanville Segbana                                   | ex-Sous-Préfecture de Banikoara ex-Sous-Préfecture de Gogounou ex-Cir. Urbaine de Kandi ex-Sous-Préfecture de Karimama ex-Sous-Préfecture de Malanville ex-Sous-Préfecture de Segbana                                                                                               |
| 2  | Atacora     | Natitingou                | Boukoumbé Cobly Kérou Kouandé Matéri Natitingou Péhunco Tanguiéta Toucountouna         | ex-Sous-Préfecture de Boukombé ex-Sous-Préfecture de Cobli ex-Sous-Préfecture de Kerou ex-Sous-Préfecture de Kouandé ex-Sous-Préfecture de Matéri ex-Cir. Urbaine de Natitingou ex-Sous-Préfecture de Péhunco ex-Sous-Préfecture de Tanguieta ex-Sous-Préf. de Tounountouna         |
| 3  | Atlantique  | Allada                    | Abomey-Calavi Allada Kpomassè Ouidah Sô-Ava Toffo Tori-Bossito Zè                      | ex-Sous-Préfecture d'Abomey-Calavi ex-Sous-Préfecture d'Allada ex-Sous-Préfecture de Kpomassé ex-Sous-Préfecture de Ouidah ex-Sous-Préfecture de Sô-Ava ex-Sous-Préfecture de Toffo ex-Sous-Préfecture de Tori ex-Sous-Préfecture de Zè                                             |
| 4  | Borgou      | Parakou                   | Bembéréké Kalalé N'Dali Nikki Parakou Pèrèrè Sinendé Tchaourou                         | ex-Sous-Préfecture de Bembéréké ex-Sous-Préfecture de Kalalé ex-Sous-Préfecture de N'Dali ex-Sous-Préfecture de Nikki ex-Cir. Urbaine de Parakou ex-Sous-Préfecture de Pèrèrè ex-Sous-Préfecture de Sinendé ex-Sous-Préfecture de Tchaourou                                         |
| 5  | Collines    | Dassa-Zoumè               | Bantè Dassa-Zoumè Glazoué Ouèssè Savalou Savè                                          | ex-Sous-Préfecture de Bantè ex-Sous-Préf. de Dassa-Zoumè ex-Sous-Préfecture de Glazoué ex-Sous-Préfecture de Ouèssè ex-Sous-Préfecture de Savalou ex-Sous-Préfecture de Savè |
| 6  | Couffo      | Aplahoué                  | Aplahoué Djakotomey Dogbo-Tota Klouékanmè Lalo Toviklin                                | ex-Sous-Préfecture de Aplahoué ex-Sous-Préfecture de Djakotomey ex-Sous-Préfecture de Dogbo ex-Sous-Préf. de Klouékanmey ex-Sous-Préfecture de Lalo ex-Sous-Préfecture de Toviklin                                                                                                  |
| 7  | Donga       | Djougou                   | Bassila Copargo Djougou Ouaké                                                          | ex-Sous-Préfecture de Bassila ex-Sous-Préfecture de Copargo ex-Cir. Urbaine de Djougou ex-Sous-Préfecture de Ouaké |
| 8  | Littoral    | Cotonou                   | Cotonou                                                                                | ex-Circ. Urbaine de Cotonou |
| 9  | Mono        | Lokossa                   | Athiémé Bopa Comè Grand-Popo Houéyogbé Lokossa                                         | ex-Sous-Préfecture de Athieme ex-Sous-Préfecture de Bopa ex-Sous-Préfecture de Comè ex-Sous-Préfecture de Grand-Popo ex-Sous-Préfecture de Houéyogbé ex-Circ. Urbaine de Lokossa |
| 10 | Ouémé       | Porto-Novo                | Adjarra Adjohoun Aguégués Akpro-Missérété Avrankou Bonou Dangbo Porto-Novo Sèmè-Kpodji | ex-Sous-Préfecture de Adjarra ex-Sous-Préfecture de Adjohoun ex-Sous-Préfecture de Aguégué ex-Sous-Préf. de Akpro-Missérété ex-Sous-Préfecture de Avrankou ex-Sous-Préfecture de Bonou ex-Sous-Préfecture de Dangbo ex-Circ. Urbaine de Porto-Novo ex-Sous-Préfecture de Sèmè-Podji |
| 11 | Plateau     | Pobè                      | Adja-Ouèrè Ifangni Kétou Pobè Sakété                                                   | ex-Sous-Préfecture de Adja-Ouèrè ex-Sous-Préfecture de Ifangni ex-Sous-Préf. de Plateau Kétou ex-Sous-Préfecture de Pobè ex-Sous-Préfecture de Sakété |
| 12 | Zou         | Abomey                    | Abomey Agbangnizoun Bohicon Covè Djidja Ouinhi Zagnanado Za-Kpota Zogbodomey           | ex-Circ. Urbaine de Abomey ex-Sous-Préf. de Agbangnizoun ex-Circ. Urbaine de Bohicon ex-Sous-Préfecture de Covè ex-Sous-Préfecture de Djidja ex-Sous-Préfecture de Ouinhi ex-Sous-Préfecture de Zagnanado ex-Sous-Préfecture de Za-Kpota ex-Sous-Préfecture de Zodogbomey           |